# Aarhus Jazz Orchestra
Aarhus Jazz Orchestra (Indtil 2012 Klüvers Big Band) er et rytmisk basisensemble med base i Aarhus. Bigbandet støttes af Statens Kunstfond og Aarhus Kommune, og er det eneste statsstøttede jazzorkester i Danmark. Orkestret er en selvejende institution, og har som formål at videreudvikle, varetage og udbrede kendskabet til rytmisk musik.

## Formål
Med orkestrets baggrund i musikvidenskabs- og konservatoriemiljøet, har det fra begyndelsen opfattet sig selv som et værksted for rytmisk musik, der sætter udvikling højt.

## Historie
Big Bandets begyndte sit virke tilbage i 1977, da Jens Klüver sammen med en gruppe studerende fra Aarhus Universitets Musikvidenskabelige Institut og nogle konservatorieelever, dannede et orkester under navnet Bred Ymer, en pendant til det daværende københavnske bigband Creme Fraiche. Efter en kort åregang at have kaldt sig Klüvers Kapel, skiftede bandet navn til Klüvers Big Band, et navn som holdt ved indtil 2012, hvor Klüver trak sig tilbage.
Fra begyndelsen har bigbandet samarbejdet med en lang række solister og gæstedirigenter. Den første var den amerikanske trumpetist og orkesterleder Thad Jones, der i 1979 tog på en 14 jyllandsturné med orkestret.
I 1985 blev det efter forhandlinger mellem Aarhus Amtskommunes musikudvalg og repræsentanter fra Århus Kommunes skolevæsen og Fritids- og Kulturforvaltning besluttet at oprette et rytmisk basisensemble i Århus. I forlængelse heraf blev Klüvers Big Band d. 30. januar 1986 en selvejende institution. Orkestret forpligtede sig i den forbindelse til at opretholde sit pædagogiske arbejde gennem skolekoncerter, og samtidig til at komponere nyt originalt materiale.

### Statsstøttet basisensemble
Siden 1976 havde man i Statens Musikråd diskuteret muligheden for at oprette et basisensemble for den rytmiske musik, der skulle fungere på enslydende vilkår med de allerede eksisterende ensembler indenfor kompositionsmusikken.
Orkestret modtager støtte fra Statens Kunstfond og Aarhus Kommune. I rammeaftalen fra 2015-2017 er det aftalt at ensemblets to primære opgaver er, Koncertvirksomhed samt formidling og publikumsudvikling. Til disse to opgaver er tilknyttet en række mål, heriblandt formidling af jazz og rytmisk musik til et bredere publikum, skolekoncerter, bidrage til talentudvikling indenfor den rytmiske musik, samt opsætning af koncerter med fokus på kunstnerisk ambitiøse udviklingsprojekter.

### Aarhus Jazz Orchestra
I 2012 valgte Klüver at trække sig tilbage som orkesterchef, og Lars Møller overtog i stedet rollen som kunstnerisk leder. Samtidig skiftede bigbandet nu navn til Aarhus Jazz Orchestra.
Lars Møller forlod posten som kunstnerisk leder i 2015, for i stedet at fokusere musikudøvelse og komposition.

## Formidling og koncertaktivitet
Klüvers Big Band har længe været involveret i formidling af den rytmiske musik til en bredere målgruppe. Ved overgangen fra bigband til selvejende institution i 1986, blev det aftalt med Aarhus kommune og Aarhus Amt, at den offentlige støtte var betinget af afholdelsen af en række skolekoncerter i amtet, samt samarbejde amatørorkestre og konsulentroller for amatørorkestre. Formålet var at udbrede kendskabet til den traditionelle Big Band tradition, samt at løfte musikkulturen i regionen.. Da Aarhus Jazz Orchestra fortsat modtager offentlig støtte, har de fortsat disse formidlingspligter.

### Ridehuset Swinger
Ridehuset Swinger er en årligt tilbagevendende koncertramme i Ridehuset, Aarhus, under Aarhus Jazz Festival, og er tænkt som "en syntese af 'øl-telt' og kvalitetsjazz". Arrangementet blev etableret samme år som Jazzfestivalen og er fortsat lige siden. Undervejs har en lang række gæstesolister optrådt sammen med bigbandet, i år 2000 optrådte orkestret således sammen med Byron Stripling og Dennis Mackrel.